# Salurni-szoros
A Salurni-szoros vagy Salurni-hegyszoros (németül: Salurner Klause, olaszul: Chiusa di Salorno / Stretta di Salorno) az Etsch (Adige) folyó völgyének (németül: Etschtal, olaszul: Valle dell’Adige) egy szakasza, a Dolomitok és a Déli-Mészkőalpok hegycsoportjai között, Észak-Olaszország Trentino-Alto Adige régiójában, a történelmi német–olasz nyelvhatáron. Nevét Tirol legdélebbi településéről, Salurn (olaszul: Salorno) településről kapta.

## Fekvése

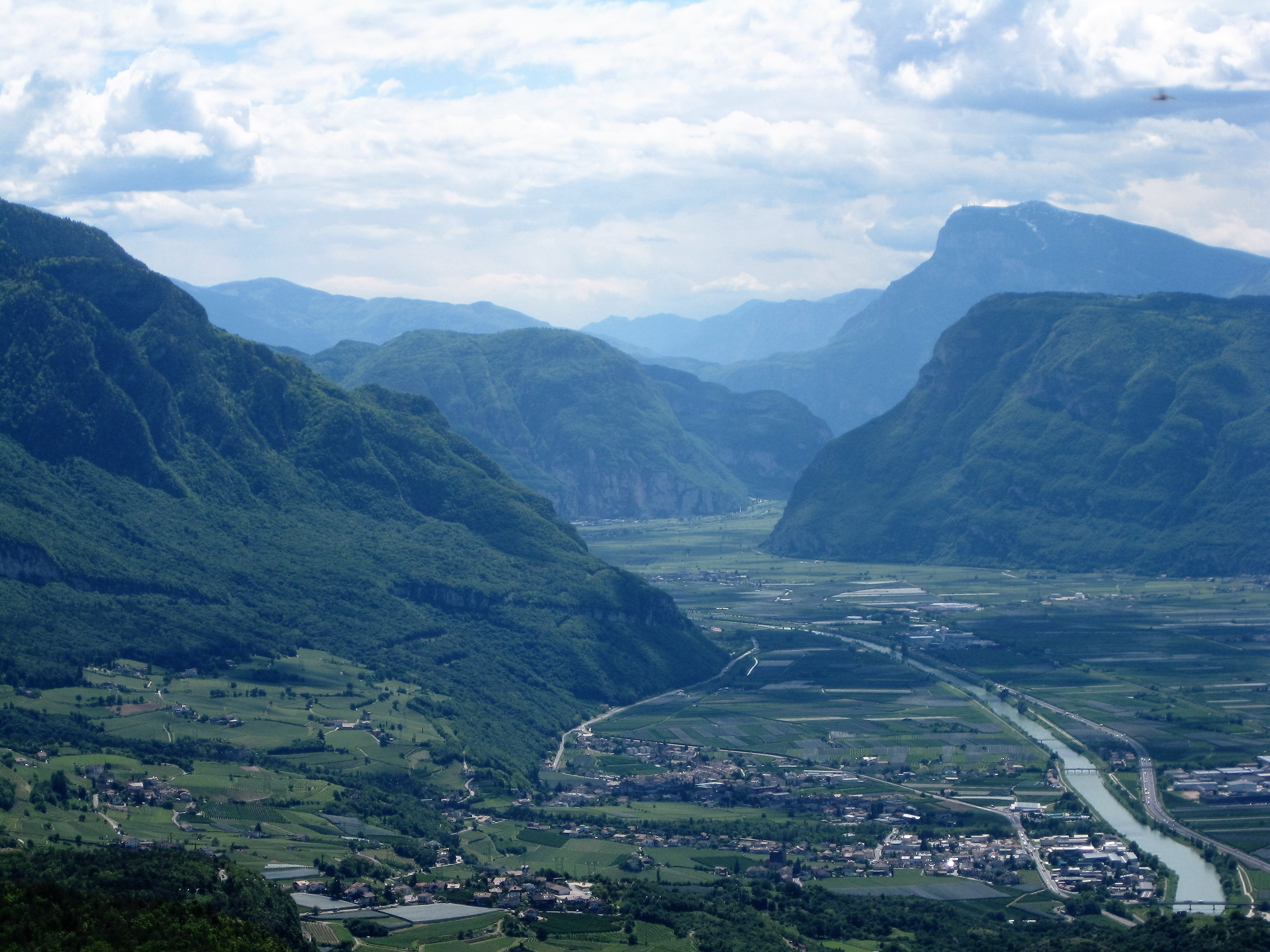
A hegyszoros észak felől. Előtérben Neumarkt (Egna), balról a Geier-hegy, jobbról a Fennberg. Háttérben jobbra a Paganella hegycsoport (Trentino)

A hegyszoros ma Bolzano autonóm megye (a történelmi Tirol osztrák tartomány déli része) és Trento autonóm megye (a történelmi Trentino tartomány) határvonalán fekszik. A Dél-tiroli-alföld (Südtiroler Unterland) felől érkező Etsch (Adige) folyó észak-déli irányú  völgye a dél-tiroli Salurn (Salorno) és a trentinói Roverè della Luna városok között két meredek hegy közé szorul, és délnyugati irányba kanyarodik. A folyó bal (keleti) partján a Fiemme-völgy csoportjához (Fleimstaler Alpen)  tartozó, 1084 m magas Geiersberg (Monte Alto / Monte di Salorno), jobb (nyugat) partján az 1468 m magas Fennberg (Favogna) hegyplató fogja közre. A szorosból délnyugat felé kilépő folyó Mezzolombardo magasságában ismét délnek fordul.
Az Etsch-völgy Salurni-szorostól északra fekvő részének neve Bozeni-alföld vagy Dél-tiroli-alföld (németül: Südtiroler Unterland, olaszul: Bassa Atesina), a szorostól dél felé, Trentinóban folytatódó vidéket Rotaliana-síkságnak (olaszul: Piana Rotaliana) nevezik. Az egész vidék kiváló szőlő- és gyümölcstermeléséről híres.

## Történelme

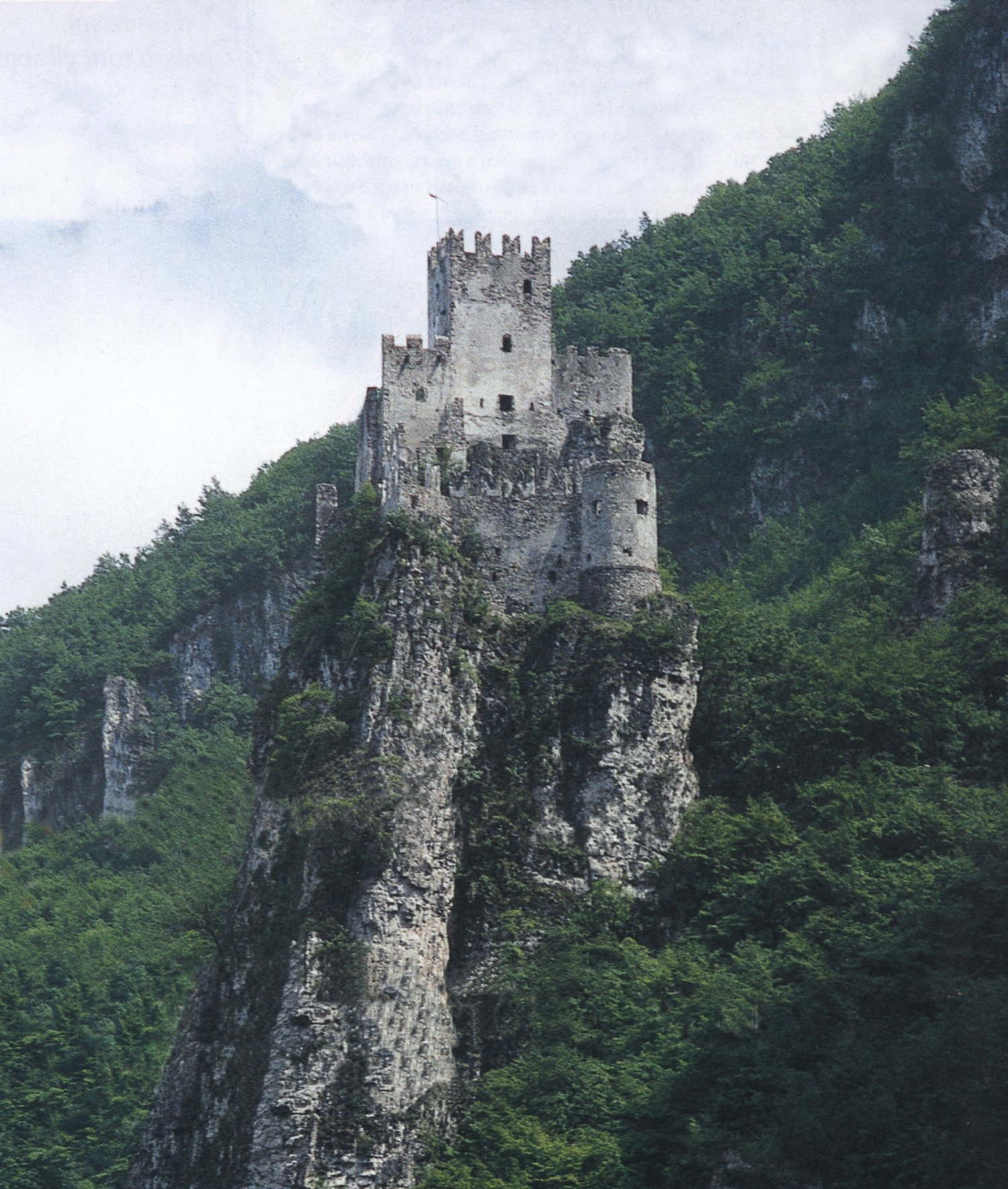
Haderburg, egykori osztrák határvár Salurn fölött

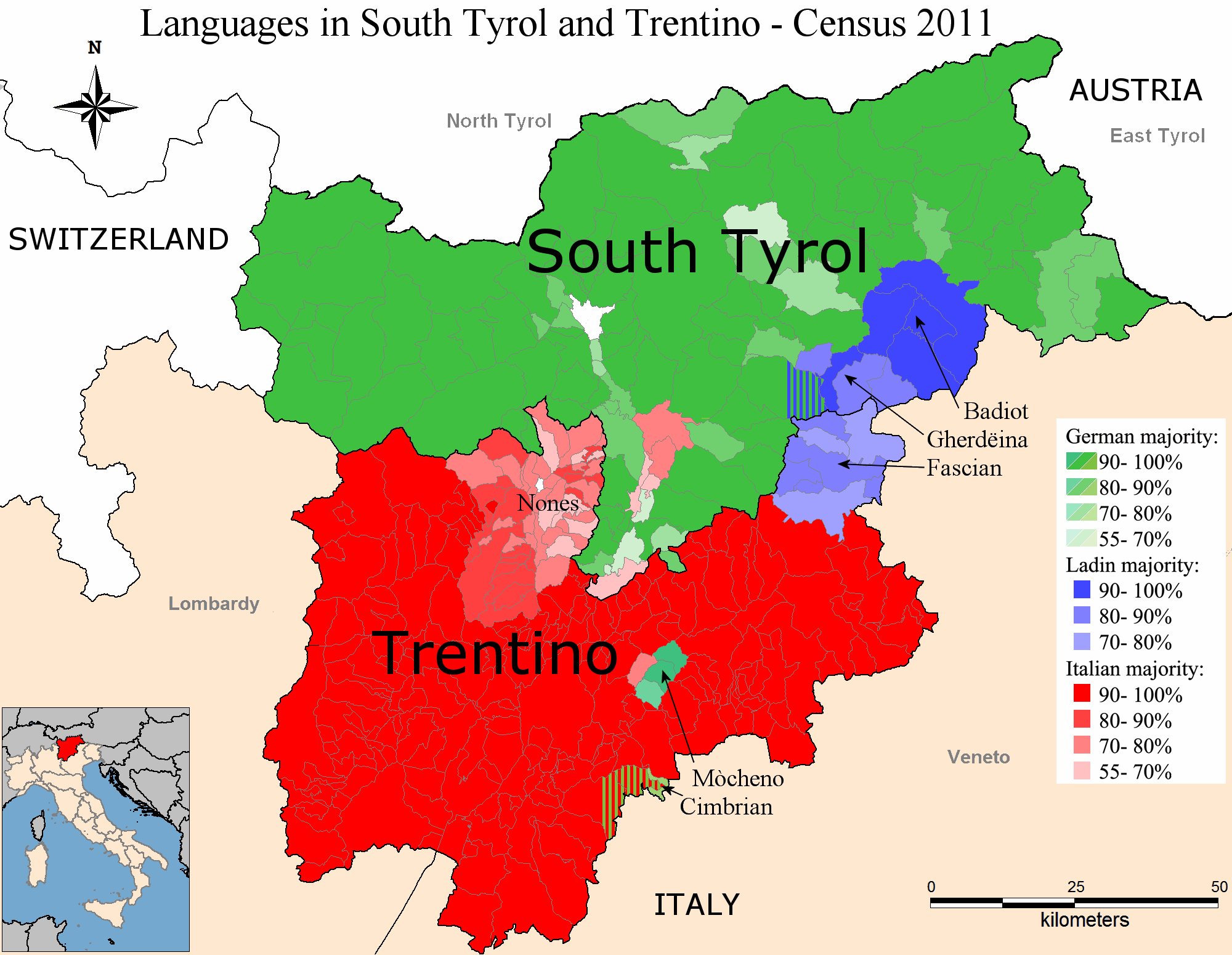
Nyelvterületek Trentinóban és Dél-Tirolban (2012)

A szorostól délre fekvő Trento város és környéke, Trentino tartomány a középkorban a Tridenti Püspökséghez tartozott, a Salurni hegyszoros a Tiroli Őrgrófság határvonalát képezte az Etsch völgyében. 1803-ban, a Német-római Birodalom felbomlásakor az egyházfejedelemséget szekularizálták, és a Habsburg Birodalomhoz tartozó Tirolhoz csatolták. A napóleoni háborúk idején 1805–1809 között a Bajor Királysághoz, 1810–1813 között Napóleon Itáliai Királyságához tartozott. A bécsi kongresszus 1814-től visszaadta Ausztriának, a hegyszoros a Birodalom belsejébe került. Az olasz risorgimento háborúi során a szárd királyi hadsereg és az olasz nemzeti felkelők (majd az olasz királyi haderő) többször próbálták elfoglalni Trentinót és Tirolt (1848, 1859, 1866, 1915), de az Osztrák Császárság egészen az első világháború végéig, 1918-ig meg tudta azt védelmezni. Az 1919-es saint-germaini békeszerződés Trentinót Tirol déli részével együtt az Olasz Királyságnak ítélte, a Salurni-szoros Olaszország belsejébe került. A két világháború között olasz betelepítés folyt, a második világháborút követő osztrák–olasz tárgyalások (Gruber–De Gasperi-egyezmény) eredményeképpen 1946-ban két autonóm státuszú megyét alakítottak ki, ezeket 1948-ban az olasz kormány egy közös régióvá (Trentino-Alto Adige) egyesítette.
A mai politikai államhatártól függetlenül a Salurni-szoros nyelvi határt képez a zárt egységben élő német nyelvű tiroliak és a trentinói olasz ajkú népesség területei között. Ez az észak-déli „nyelvi vízválasztó” az 1600-as évek körül alakult ki a korabeli Tirol grófság határán, majd a 19. században szilárdult meg.
A 19. században fellángoló olasz és osztrák nacionalizmusok a nyelvezetükben a „Salurni-szoros” fogalmát – mint szimbolikus határkövet – a tiroliak területi önvédelméhez ill. az olaszok terjeszkedési igényeihez társították. A két nemzet közötti „védvonal” jelképévé vált. A szépirodalomban, a mai politikai sajtóban és közbeszédben is megőrizte e szimbolikus mellékjelentését.

## Közlekedése
A Salurni-hegyszoroson keresztül nagy forgalmú közlekedési útvonalak haladnak észak-déli irányban. Nyomvonalaikat a beszűkült hegyfolyosóban egymáshoz közel vezetik. Itt halad az A22-es Brenner-autópálya és az SS12 országos főútvonal (a Brenner-országút (németül: Brennerstraße), amely a Brenner-hágótól Pisába vezet, az Etsch völgyén és Veronán keresztül, valamint a Brenner-vasútvonal, amely az ausztriai Kufsteint köti össze Veronával, Bozenen és Trentón át.